# Lagnö, Nyköpings kommun
Lagnö är en ö i Tystberga socken i Nyköpings kommun, nära fastlandet och Vålarö. Ön kallas även Rågsundet efter sundet mellan Vålarö och Lagnö. Lagnö har en yta av 63 hektar.
Lagnö låg tidigare vid en livligt trafikerad sjöled mellan Norrköping vidare över Nyköping upp till Stockholm. På 1600-talet fanns här en krog, Rågsundets krog eller Lagnö krog. Sedan länge har Lagnö lytt under Björksund. Under flera hundra år beboddes ön av fiskarbönder, men avfolkades sedan den sista fiskaren omkommit i en drunkningsolycka 1962. 1984 avstyckade ägaren till Björksund Nils Mörner nio fritidsfastigheter på Lagnö vilka såldes av. Sedan 1992 är en av dessa permanentbostad.